# Scooby-Doo Mystery
 (octobre 2019).
Si vous disposez d'ouvrages ou d'articles de référence ou si vous connaissez des sites web de qualité traitant du thème abordé ici, merci de compléter l'article en donnant les références utiles à sa vérifiabilité et en les liant à la section « Notes et références ».
Scooby-Doo Mystery est un jeu vidéo d'aventure sorti en 1995 sur Mega Drive et Super Nintendo. Le jeu a été développé par The Illusions Gaming Company sur Mega Drive et par Argonaut Software sur Super Nintendo, et il a été édité par Acclaim Entertainment. Il est basé sur le dessin animé Scooby-Doo.